# Sergio Cortelezzi
Pour les articles homonymes, voir Cortellezzi.
Sergio Martín Cortelezzi Ferreyra est un footballeur italo-uruguayen d'origine mexicaine né le 9 septembre 1994 à Florida. Il évolue au poste d'attaquant avec le CA Fénix.

## Palmarès

### En équipe nationale
- Équipe d'Uruguay des moins de 17 ans
  - Deuxième du Championnat des moins de 17 ans de la CONMEBOL en 2011
  - Finaliste de la Coupe du monde des moins de 17 ans en 2011